# Зиновьев, Игорь Викторович
Игорь Викторович Зиновьев (род. 14 ноября 1964, Москва) — советский и российский деятель органов охраны общественного порядка, начальник МУРа, генерал-майор полиции.

## Биография
С мая 1983 по май 1985 служил в армии. Поступил в 1985, и в 1989 окончил Высшую школу милиции МВД СССР, находился на должности оперуполномоченного уголовного розыска ГУВД Москвы. С 2000 на должности начальника криминальной милиции Западного административного округа столицы. С 2002 на той же должности в УВД Центрального административного округа (ЦАО). В 2011 назначен на должность заместителя начальника УВД по ЦАО, а 17 декабря того же года возглавил УВД по Северному административному округу. С 4 января 2014 являлся заместителем начальника столичной полиции и начальником МУРа. С 6 октября 2016 замещал пост начальника УВД по Восточному административному округу. 6 апреля 2018 назначен на должность начальника УВД по ЦАО. С 1 июня 2020 пребывает в должности начальника полиции Москвы. Женат, есть дочь.

### Звания
- лейтенант милиции (1989);
- полковник полиции (2011).
- генерал-майор полиции (12 июня 2013).

### Награды
- орден Почёта и медаль ордена «За заслуги перед Отечеством» II степени;
- медали «За отличие в службе» I, II, III степени, «За безупречную службу» III степени, «За боевое содружество», «В память 850-летия Москвы»;
- ведомственные награды.